# New Amsterdam Football Club
O New Amsterdam Football Club é um clube americano de futebol profissional com sede no interior do estado de Nova York. O clube compete na National Independent Soccer Association, terceira divisão do futebol americano. Foi fundado em 20 de abril de 2020 e começou a jogar em julho de 2020.
O clube foi fundado por Laurence Girard e Maximilian Mansfield, com Mansfield atuando como diretor esportivo.

## História
Em novembro de 2019, foi revelado por alguns jornalistas que um possível grupo baseado em Nova York havia se candidatado a um time na National Independent Soccer Association, uma nova liga de futebol da terceira divisão. Em janeiro de 2020, foi relatado que o investidor envolvido no grupo de Nova York era, segundo rumores, Laurence Girard, o CEO da Fruit Street. O nome "New Amsterdam FC" também foi levado em consideração.
Poucos meses depois, em 20 de abril, foi anunciado oficialmente que New Amsterdam FC seria o nome do time NISA baseado em Nova York. O nome é uma referência a Nova Amsterdã, o assentamento holandês do século 17 que acabou formando a cidade de Nova York . No momento da revelação, não foi anunciado quando o New Amsterdam FC começaria a jogar.
Em maio de 2020, foi declarado pelo diretor esportivo de Nova Amsterdã, Maximilian Mansfield, que a equipe optaria por uma abordagem local, semelhante ao clube espanhol Athletic Bilbao, onde 50 a 60 por cento da equipe seriam nova-iorquinos locais. Em 1º de julho de 2020, foi anunciado que o New Amsterdam FC participaria da NISA Independent Cup, um torneio criado pela liga após a pandemia COVID-19 . Alguns dias depois, em 3 de julho, o New Amsterdam FC anunciou sua primeira contratação, o meio-campista Martin Williams, do Brooklyn .
Em 28 de julho, a equipe anunciou que jogaria sua partida inaugural contra o New York Cosmos na Independent Cup e na temporada de outono de 2020 no Hudson Sports Complex em Warwick, Nova York . Mais tarde, foi esclarecido que a escolha do local foi devido à pandemia COVID-19 na cidade de Nova York e que a equipe planeja mover os jogos de volta para a cidade quando os fãs puderem comparecer.
O ex-jogador da Major League Soccer e da Seleção Americana Eric Wynalda, foi anunciado como o primeiro treinador na história do time em 30 de julho. 18 dias depois, Wynalda deixou o cargo por motivos pessoais.
A equipe também estabeleceu reservas em ligas amadoras locais e nacionais. O New Amsterdam FC II-SASC, anteriormente conhecido como Sporting Astoria SC, joga no sistema Eastern Premier Soccer League e Cosmopolitan Soccer League . O Bronx River Futbol Club, que começou a jogar na United Premier Soccer League em 2020 como uma parceria entre o Sporting Astoria e o NAFC, mudará seu nome para New Amsterdam FC III no início da temporada da primavera de 2021.